# آشر أنجل

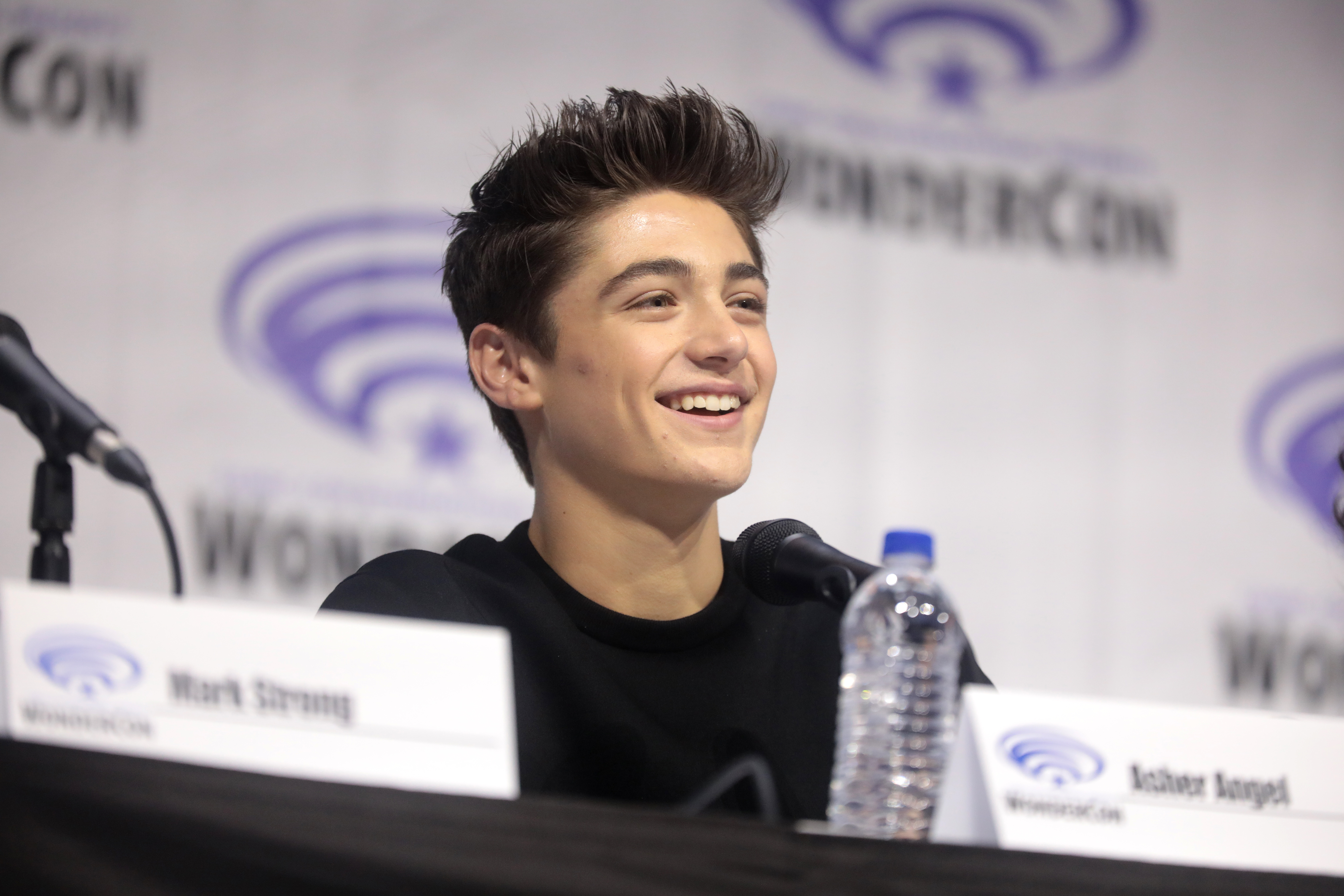
اشر انجل 2018

آشر أنجل (بالإنجليزية: Asher Angel)‏ هو ممثل امريكي، ولد في 6 سبتمبر 2002 في الولايات المتحدة. مثل في أدوار افلام ومسلسلات منها فيلم هيكول كان صغير في هذا الفيلم مثل مع ممثلين شباب منها جاك ديلان غرزر وجايدن فيليبس وجايدن مارتيل اخواته افي انجل و كوكس انجل ومثل في فيلم شباب لوس انجلوس

## أعمال

### أفلام
- (2019) شازام!
- ( 2017-2019 ) أندي ماك !
- ( 2017 ) الهيكول
- ( 2025 ) شباب لوس انجلوس

## وصلات خارجية
- آشر أنجل على موقع IMDb (الإنجليزية)
- آشر أنجل على موقع ميتاكريتيك (الإنجليزية)
- آشر أنجل على موقع روتن توميتوز (الإنجليزية)
- آشر أنجل على موقع ألو سيني (الفرنسية)
- آشر أنجل على موقع ميوزك برينز (الإنجليزية)
- آشر أنجل على موقع قاعدة بيانات الأفلام السويدية (السويدية)
- آشر أنجل على موقع أول ميوزيك (الإنجليزية)
- آشر أنجل على موقع ديسكوغز (الإنجليزية)
- آشر أنجل على موقع قاعدة بيانات الفيلم (الإنجليزية)